# L'Aventure fantastique (film, 1988)
Pour le film de 1955, voir L'Aventure fantastique (film, 1955).
Pour plus de détails, voir Fiche technique et Distribution.
L'Aventure fantastique (Alien from L.A.) est un film américain réalisé par Albert Pyun, sorti en 1988.

## Synopsis
Wanda Saknussemm, une jeune femme socialement inadaptée, travaille dans un diner à Los Angeles. Larguée par son petit ami parce qu'elle n'est pas aventureuse, elle apprend que son père, archéologue, est mort en tombant dans une fosse. Elle part alors à Zamboanga, en Afrique, pour récupérer ses effets personnels.

## Fiche technique
- Titre : L'Aventure fantastique
- Titre original : Alien from L.A.
- Réalisation : Albert Pyun
- Scénario : Judith Berg, Sandra Berg et Albert Pyun
- Musique : Jim Andron, Steve LeGassick, Anthony Riparetti et James Saad
- Photographie : Tom Fraser
- Montage : Daniel Loewenthal
- Production : Yoram Globus et Menahem Golan
- Société de production : Golan-Globus Productions
- Société de distribution : The Cannon Group (États-Unis)
- Pays :  États-Unis et  Afrique du Sud
- Genre : Aventure, comédie et science-fiction
- Lieux du tournage : 
  - Afrique du Sud : Johannesburg, Durban et région de Pretoria,
  - Sud-Ouest africain/Namibie : Swakopmund , Skeleton Coast
  - États-Unis : Los Angeles.
- Durée : 87 minutes
- Date de sortie : 
  - États-Unis : 26 février 1988

## Distribution
- Kathy Ireland : Wanda Saknussemm
- William R. Moses : Guten « Gus » Edway
- Richard Haines : le professeur Arnold Saknussemm
- Don Michael Paul : Robbie
- Thom Matthews : Charmin'
- Jannie du Plessis : le général Rykov / Shank / l'agent des réclamations
- Simon Poland : le consul Triton Crassus / le facteur
- Linda Kerridge : Roryis Freki / tata Pearl
- Kristen Trucksess : Stacy
- Lochner de Kock : le professeur Ovid Galba / Paddy Mahoney
- Deep Roy : Mambino
- Albert Maritz : Mago / l'ouvrier de la maintenance / l'évangéliste / Pack Slag Jack
- Russel Savadier : Loki
- Denis Smith : le présentateur
- James Lithgow : Donaldson / l'annonceur du combat / Emcee
- Christian Andrews : Brick Bardo
- Drummond Marais : Belli the Bookie / Belguy the Busybody / le chef de la maintenance
- Fats Bookholane : Lord Over / le cuisinier du diner / la barman
- Paul Jacobs : Dr. Madagasi
- Jeff Celentano : Tola

## Production
L'actrice Kathy Ireland a été choisie pour le rôle du fait de sa grande taille.

## Distribution
Le film est sorti en VHS en 1995 en DVD en 2005 en pack avec le film Morons from Outer Space.

## Suite
Le film a une suite, sortie directement en vidéo en 1989 : Voyage au centre de la Terre.